# Закон о международном авторском праве (1891)
Закон о международном авторском праве (англ. International Copyright Act) — закон США, принятый в 1891 году. Его целью была защита авторских прав иностранных граждан в США. Данный законодательный акт также известен как Закон Платт-Симондса (англ. The Platt-Simonds Copyright Act), названный в честь сенатора Орвилла Х. Платта и члена Палаты представителей Уильяма Э. Симондса; и как Закон Чейса (англ. Chace Act), названный так в честь сенатора от Род-Айленда Джонатана Чейса.

## Предпосылки
Приняв в 1790 году Закон об авторском праве, Соединённые Штаты в нём никак не защитили работы иностранных авторов. По сути, любое произведение, созданное за границей подданным иностранного государства, могло быть перепечатано в США без последствий, а авторы оригинальных произведений не получали вознаграждений.
Американским издателям было выгодно печатать иностранные произведения без выплат роялти авторам работ, тогда как авторам из США необходимо было выплачивать авторские гонорары. С другой стороны, во время принятия Закона об авторском праве в 1790 году, североамериканская литература не была достаточна развита и подобная проблема не могла возникнуть в конце XVIII века, однако спустя сто лет авторы из Соединённых Штатов получали известность и с ними нельзя было не считаться.
Для международного регламентирования отношений в рамках защиты интеллектуальной собственности, в 1886 году в Берне семью государствами была подписана Конвенция об охране литературных и художественных произведений. Хотя США и были наблюдателями при составлении и подписании конвенции, они не подписывали её вплоть до 1989 года. Однако международное давление подвигло Сенат в 1891 году принять Закон о международном авторском праве, который бы защитил авторские права иностранных граждан. По мнению Эдварда Сэмюэлса, такая защита оказалась в какой-то степени иллюзорной.

## Принятие закона
Закон (26 Stat. 1106) был принят 3 марта 1891 года, на 51-м Конгрессе. Закон вступил в силу 1 июля 1891 года. А уже 3 июля первая иностранная работа, пьеса под названием «Святые и грешники» британского писателя Генри Артура Джонса, была зарегистрирована в США в соответствии с законом.

## Оценка
Принятие Закона о международном авторском праве в 1891 году, после 55 лет дискуссий, означало, что наконец-то Соединённые Штаты будут соблюдать принцип взаимности, и что они будут готовы признать права иностранных авторов.
По мнению Эдварда Сэмюэлса, принятый в 1891 году закон был компромиссом, предоставившим иностранным авторам права, которые они требовали. Сэмюэлс подчёркивает, что охрана произведений иностранных авторов начиналась при условии, что любая иностранная «книга, фотография или литография» должны быть опубликованы одновременно на родине автора и в Соединённых Штатах. Кроме того, зарубежные авторы должны были зарегистрировать свою работу и депозитные копии в США, чтобы получить охрану в этой стране. Этот факт очень затруднял положение дел для иностранных авторов. В течение следующих нескольких десятилетий Конгресс внёс несколько поправок, чтобы исправить положение. Например, был установлен льготный период для зарубежных авторов, чтобы те успевали соблюдать формальности регистрации в США.
Барбара Рингер назвала роль США в международном авторском праве до Второй мировой войны как страну с интеллектуальной близорукостью, политическим изоляционизмом и с экономической корыстью.